# Ортега, Клаудия
Клаудия Ортега (исп. Claudia Ortega) (род. 23 мая 1973) — мексиканская актриса.

## Биография
Родилась 23 мая 1973 года. Место её появления на свет неизвестно.
Российским зрителям актриса запомнилась исполнением роли Насарии Фернандес в культовом сериале Просто Мария (1989), Кандиды в сериале «Дедушка и я», Приденсии в сериале «Маримар» (1994). Сериал Просто Мария стал дебютом актрисы, после исполнения роли Насарии, актрису полюбили в некоторых странах, в том числе и в России. На сегодняшний день Ортега остаётся одной из ведущих мексиканских актрис.

## Фильмография

### Сериалы студииTelevisa(Мексика)
- 2010 — «Я твоя хозяйка» — Тереза де Гранадос
- 1997 — «Разлучённые» — Росальба
- 1995 — «Мария Хосе» — Тина
- 1995 — «Мария из предместья» — Антония
- 1994 — «Маримар» — Приденсия
- 1992 — «Дедушка и я» — Кандида
- 1989 — «Просто Мария» — Насария Фернандес (дубляж — Елена Павловская)